# Titlagarh
Titlagarh ist eine Stadt im indischen Bundesstaat Odisha.
Sie ist Hauptort in der gleichnamigen Sub-Division und im gleichnamigen Tehsil im Distrikt Balangir. Titlagarh hat seit 2014 den Status einer Municipality.
In Titlagarh lebten 2011 etwa 34.000.
Titlagarh hat einen Eisenbahnanschluss nach Raipur, Vizianagaram und nach Balangir.